# ロバート・ガルシア (野球)
ロバート・クリストファー・ガルシア（Robert Christopher Garcia, 1996年6月14日 - ）は、アメリカ合衆国カリフォルニア州サンホアキン郡マンテカ出身のプロ野球選手（投手）。左投右打。MLBのテキサス・レンジャーズ所属。

## 経歴

### プロ入りとロイヤルズ傘下時代
2017年のMLBドラフト15巡目（全体450位）でカンザスシティ・ロイヤルズから指名され、プロ入り。契約後、傘下のルーキー級アリゾナリーグ・ロイヤルズでプロデビュー。パイオニアリーグのルーキー級アイダホフォールズ・チュカーズでもプレーし、2チーム合計で13試合（先発10試合）に登板して2勝5敗、防御率10.17、48奪三振を記録した。
2018年はルーキー級アイダホフォールズとA級レキシントン・レジェンズでプレーし、2チーム合計で23試合に登板して0勝2敗4セーブ、防御率1.94、49奪三振を記録した。
2019年はA+級ウィルミントン・ブルーロックスでプレーし、35試合に登板して4勝2敗1セーブ、防御率4.93、66奪三振を記録した。
2020年はCOVID-19の影響でマイナーリーグの試合が開催されなかったため、公式戦の登板は無かった。
2021年はAA級ノースウエストアーカンソー・ナチュラルズでプレーし、33試合に登板して4勝3敗1セーブ、防御率5.63、60奪三振を記録した。

### マーリンズ時代
2021年12月8日にルール・ファイブ・ドラフト（マイナーリーグ・フェイズ）でマイアミ・マーリンズから指名され、移籍した。
2022年は傘下のAA級ペンサコーラ・ブルーワフーズとAAA級ジャクソンビル・ジャンボシュリンプでプレーし、2チーム合計で46試合に登板して1勝5敗7セーブ、防御率3.75、64奪三振を記録した。
2023年の開幕はAAA級ジャクソンビルで迎えた。7月7日にメジャー契約を結んでアクティブ・ロースター入りし、14日のボルチモア・オリオールズ戦でメジャーデビュー。マーリンズでの登板はこの1試合のみであった。

### ナショナルズ時代
2023年8月1日にウェイバー公示を経てワシントン・ナショナルズへ移籍した。この年メジャーでは2チーム合計で25試合に登板して2勝2敗5ホールド、防御率3.66、33奪三振を記録した。
2024年は72試合に登板して3勝6敗13ホールド、防御率4.22、75奪三振を記録した。

### レンジャーズ時代
2024年12月22日にナサニエル・ロウとのトレードで、テキサス・レンジャーズへ移籍した

## 詳細情報

### 年度別投手成績
| 年 度    | 球 団    | 登 板 | 先 発 | 完 投 | 完 封 | 無 四 球 | 勝 利 | 敗 戦 | セ 丨 ブ | ホ 丨 ル ド | 勝 率 | 打 者 | 投 球 回 | 被 安 打 | 被 本 塁 打 | 与 四 球 | 敬 遠 | 与 死 球 | 奪 三 振 | 暴 投 | ボ 丨 ク | 失 点 | 自 責 点 | 防 御 率 | W H I P |
| -------- | -------- | ----- | ----- | ----- | ----- | -------- | ----- | ----- | -------- | ----------- | ----- | ----- | -------- | -------- | ----------- | -------- | ----- | -------- | -------- | ----- | -------- | ----- | -------- | -------- | ------- |
| 2023     | MIA      | 1     | 0     | 0     | 0     | 0        | 0     | 0     | 0        | 0           | ----  | 3     | 0.1      | 1        | 0           | 1        | 0     | 0        | 0        | 0     | 0        | 0     | 0        | 0.00     | 6.00    |
| 2023     | WSH      | 24    | 0     | 0     | 0     | 0        | 2     | 2     | 0        | 5           | .500  | 124   | 31.2     | 25       | 3           | 11       | 2     | 0        | 33       | 2     | 0        | 16    | 13       | 3.69     | 1.13    |
| '23計    | WSH      | 25    | 0     | 0     | 0     | 0        | 2     | 2     | 0        | 5           | .500  | 127   | 32.0     | 26       | 3           | 12       | 2     | 0        | 33       | 2     | 0        | 16    | 13       | 3.66     | 1.18    |
| 2024     | WSH      | 72    | 0     | 0     | 0     | 0        | 3     | 6     | 0        | 13          | .333  | 251   | 59.2     | 55       | 4           | 16       | 1     | 1        | 75       | 4     | 0        | 34    | 28       | 4.22     | 1.19    |
| MLB：2年 | MLB：2年 | 97    | 0     | 0     | 0     | 0        | 5     | 8     | 0        | 18          | .385  | 378   | 91.2     | 81       | 7           | 28       | 3     | 1        | 108      | 6     | 0        | 50    | 41       | 4.03     | 1.18    |

- 2024年度シーズン終了時

### 年度別守備成績
| 年 度 | 球 団 | 投手（P） | 投手（P） | 投手（P） | 投手（P） | 投手（P） | 投手（P） |
| 年 度 | 球 団 | 試 合     | 刺 殺     | 補 殺     | 失 策     | 併 殺     | 守 備 率  |
| ----- | ----- | --------- | --------- | --------- | --------- | --------- | --------- |
| 2023  | MIA   | 1         | 0         | 0         | 0         | 0         | ----      |
| 2023  | WSH   | 24        | 2         | 5         | 1         | 0         | .875      |
| '23計 | WSH   | 25        | 2         | 5         | 1         | 0         | .875      |
| 2024  | WSH   | 72        | 0         | 3         | 1         | 1         | .750      |
| MLB   | MLB   | 97        | 2         | 8         | 2         | 1         | .833      |

- 2024年度シーズン終了時

### 背番号
- 92（2023年7月14日）
- 61（2023年8月6日 - 2024年）
- 62（2025年 - ）